# Miscanthus fuscus
Miscanthus fuscus, även kallat elefantgräs, är en gräsart som först beskrevs av William Roxburgh, och fick sitt nu gällande namn av George Bentham. Miscanthus fuscus ingår i släktet miskantusar, och familjen gräs. Inga underarter finns listade i Catalogue of Life.
Miscanthusgräs används som energigräs, framförallt internationellt i t.ex. Tyskland, Frankrike, Holland, Irland och Danmark, till förbränning. Försök pågår även att framställa drivmedel av energigräs via förgasning. Energigräs kan odlas på lågproduktiv mark och utgör därför ett potentiellt alternativ till exempelvis majs- och veteodling för etanolframställning, eftersom dessa kräver bättre odlingsjordar och därför i större utsträckning konkurrerar med grödor som odlas för humankonsumtion. I Sverige dominerar rörflen som energigräs.